# Protarchaeopteryx robusta
Protarchaeopteryx robusta es la única especie conocida del género extinto Protarchaeopteryx (gr. «antecesor de Archaeopteryx») de dinosaurio terópodo ovirraptorosauriano, que vivió a mediados del período Cretácico, hace aproximadamente 124 millones de años, en el Aptiense, en lo que hoy es Asia. Probablemente era un herbívoro u omnívoro, aunque sus manos eran muy similares a las de los pequeños dinosaurios carnívoros. Parece ser uno de los miembros más básicos de Oviraptorosauria, estrechamente relacionado con Incisivosaurus, o un taxón ligeramente menos relacionado con las aves que los oviraptorosaurios.

## Descripción

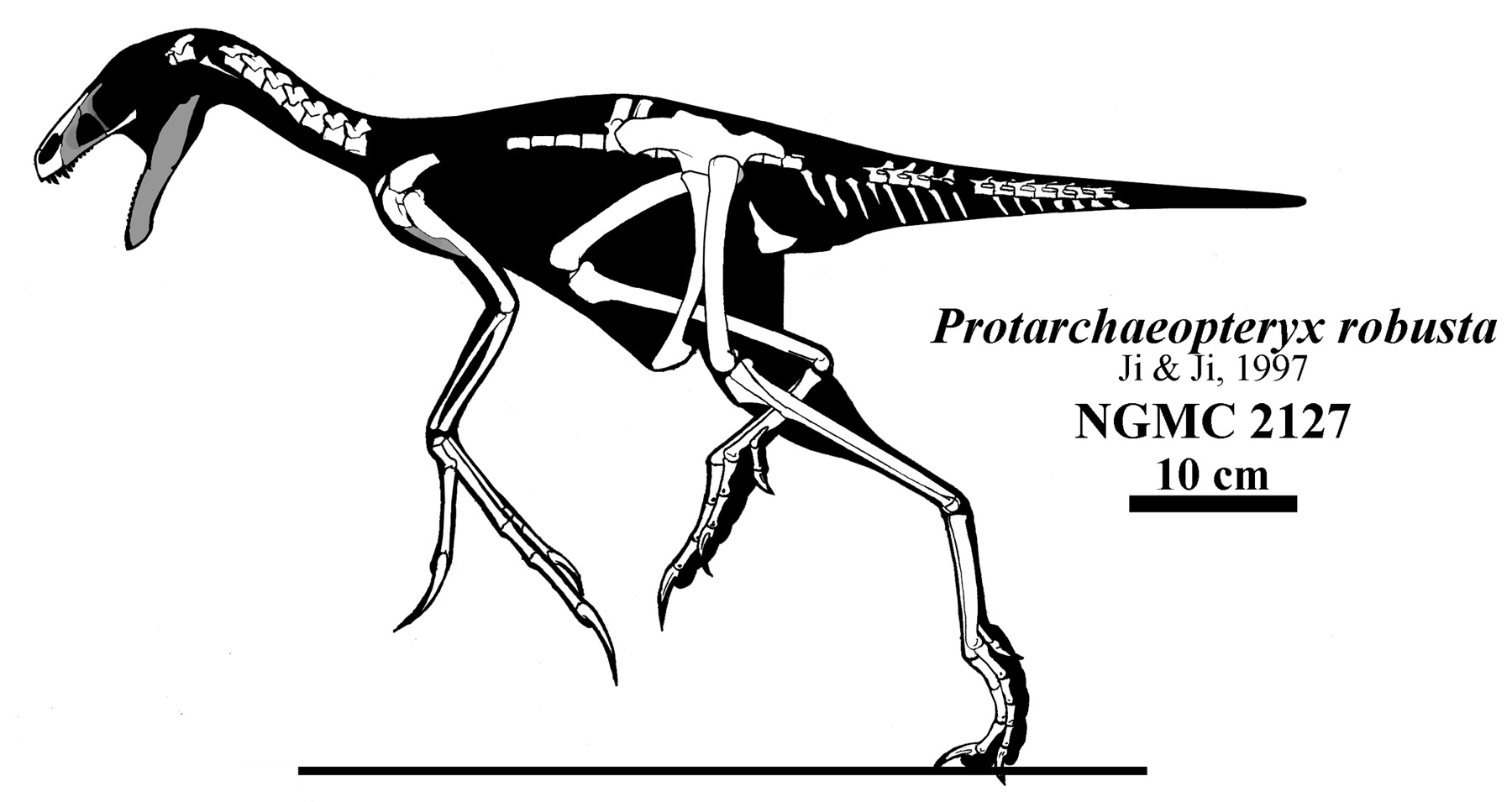
Diagrama del material conocido

Del tamaño de un pavo, poseía plumas bien desarrolladas en su corta cola y otras simétricas en sus extremidades delanteras, que eran largas y ligeras. Sus huesos eran huecos, como en las aves modernas, y poseía una fúrcula. Parece ser uno de los miembros más primitivos del grupo Oviraptorosauria, y sus grandes dientes incisivos sugieren que estaba cercanamente relacionado con Incisivosaurus, o puede que se tratara del mismo género. Probablemente era herbívoro u omnívoro. También poseía un pico incipiente, patas aptas para la velocidad y cabeza alargada. Medía 1 metro de longitud y 70 centímetros de altura. 

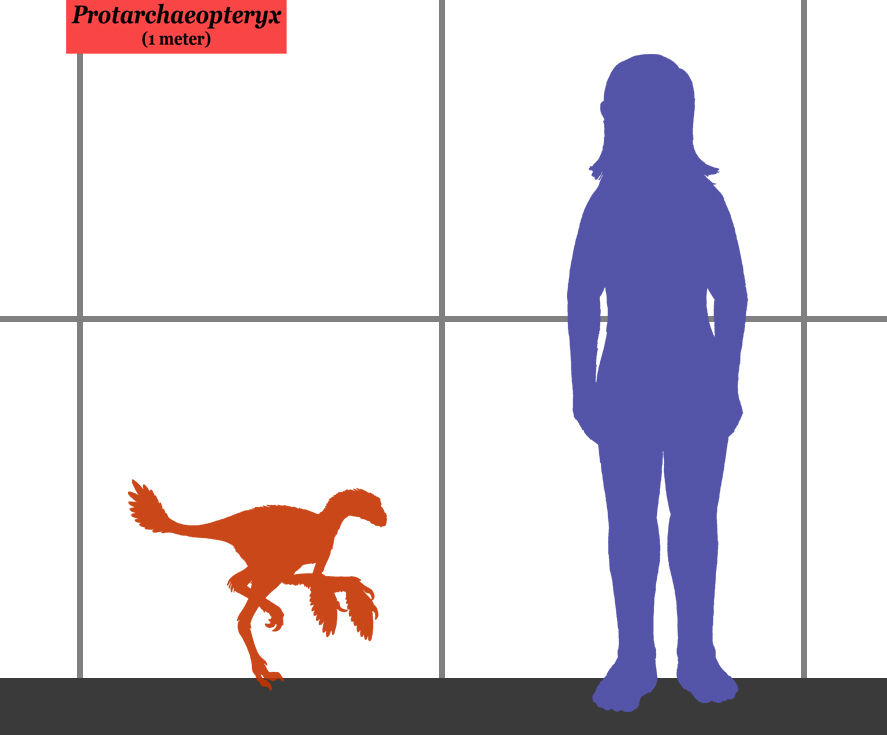
Tamaño de Protarchaeopteryx, comparado con un ser humano.

Protarchaeopteryx es conocido por restos fósiles hallados en la Formación de Yixian, en China, y vivió en el período Cretácico Inferior. Probablemente es un animal más primitivo que los Archaeopteryx, lo que lo convierte en un terópodo no aviar y no una verdadera ave. Ya que las aves modernas con plumas simétricas no pueden volar, y que la estructura esquelética del Protoarchaeopteryx no hubiera soportado el vuelo con aleteo, se supone que se trataba de animales terrestres. Sus fósiles datan del Cretácico y es probable que no fuera un ave sino un dinosaurio de sangre caliente. El holotipo y único espécimen conocido de Protarchaeopteryx es NGMC 2125, un esqueleto parcial.
Protarchaeopteryx tenía patas largas y podría haber sido un corredor rápido. Tenía plumas de álabes bien desarrolladas que se extendían desde una cola relativamente corta, las manos eran largas y delgadas, y tenían tres dedos con garras afiladas y curvas. Sus huesos eran huecos y parecidos a un pájaro, y poseía una espoleta. Con alrededor de 1 metro de longitud, habría sido más grande que Archaeopteryx. Protarchaeopteryx también tenía plumas simétricas en su cola. Dado que las aves modernas que tienen plumas simétricas no pueden volar y la estructura esquelética de Protarchaeopteryx no soportaría el vuelo con aleteo, se supone que tampoco volaba. Se ha sugerido que podría haber tenido un estilo de vida arbóreo, saltando de las ramas de los árboles y usando sus patas delanteras como una forma de paracaidismo.